# Bristol (Rhode Island)
Bristol is een plaats (town) in de Amerikaanse staat Rhode Island, en valt bestuurlijk gezien onder Bristol County.

## Demografie
Bij de volkstelling in 2000 werd het aantal inwoners vastgesteld op 22.469.

## Geografie
Volgens het United States Census Bureau beslaat de plaats een oppervlakte van
53,5 km², waarvan 26,2 km² land en 27,3 km² water. Bristol ligt op ongeveer 20 m boven zeeniveau.

## Plaatsen in de nabije omgeving
De onderstaande figuur toont nabijgelegen plaatsen in een straal van 12 km rond Bristol.